# Arsenal VG 90
Arsenal VG 90 là một mẫu thử máy bay tiêm kích hoạt động trên tàu sân bay, chế tạo ở Pháp năm 1949.

## Tính năng kỹ chiến thuật
Đặc điểm tổng quát
- Kíp lái: 1
- Chiều dài: 13.44 m (44 ft 1 in)
- Sải cánh: 12.60 m (41 ft 4 in)
- Chiều cao: 3.55 m (11 ft 8 in)
- Diện tích cánh: 30.7 m2 (330 ft2)
- Trọng lượng rỗng: 5.100 kg (11.250 lb)
- Trọng lượng có tải: 8.090 kg (17.840 lb)
- Động cơ: 1 × Rolls-Royce Nene do Hispano-Suiza chế tạo, lực đẩy 22,2 kN (5.000 lbf)

Hiệu suất bay
- Vận tốc cực đại: 920 km/h (570 mph)
- Tầm bay: 1.550 km (960 dặm)
- Trần bay: 13.000 m (42.640 ft)
- Vận tốc lên cao: 23 m/s (4.500 ft/phút)

Vũ khí trang bị
- 3 × pháo 30 mm
- 2 × bom 500 kg (1.100 lb)